# Keith Ferguson
Keith James Ferguson (26 de Fevereiro de 1972) é um ator, dublador e comediante.

## Filmografia
- G.I. Joe: Renegades .... Heavy Duty
- The Avengers: Earth's Mightiest Heroes .... General 'Thunderbolt' Ross
- Adventure Time .... Frog / Lenny / Ripped Lumpy / Mr. Candy Cane
- Legion of Super Heroes .... Karate Kid / Nemesis Kid
- Bambi II .... Friend Owl[1]
- Cars Toon: Mater's Tall Tales / Tokyo Mater .... Lightning McQueen (seasons 1-3)
- Foster's Home for Imaginary Friends .... Blooregard Q. Kazoo (Bloo)
- The Grim Adventures of Billy and Mandy .... Various
- Codename: Kids Next Door .... Numbuh 1-Love
- Histeria! .... Chipper the Crooked Mouthed Boy
- MAD .... Indiana Jones, Benjamin Gates, Ben Walker, Edward Cullen, The Incredible Hulk, Ice King, Wolverine, Abin Sur, Sir Topham Hatt, Lightning McQueen, Lord Shen, Han Solo, Nicolas Cage, Ryan Gosling, Blue Beetle, Beast Boy, Hal Jordan, Dave Seville, Johnny Blaze
- Robot Chicken .... Indiana Jones / Han Solo / Various
- Avatar: The Game ... Dalton / Na'vi / RDA
- Batman: Arkham Asylum .... Dr. Stephen Kellerman
- Captain America: Super Soldier .... Johann Schmidt aka Red Skull
- Cars 2 (video game)....Lightning McQueen
- Cars Mater-National Championship .... Lightning McQueen
- Cars Race-O-Rama .... Lightning McQueen
- Cartoon Network: Punch Time Explosion ... Bloo, Samurai Jack, Captain Planet
- Cartoon Network Universe: FusionFall .... Bloo
- Dawn of War II – Retribution .... Commisar, Heretics, Plague Marines, Grot Announcer, Orkz, Ronan
- Destroy All Humans! .... Additional Voices
- Dirge of Cerberus: Final Fantasy VII .... Incidental Characters
- Dissidia Final Fantasy .... Judge Gabranth
- Dissidia 012 Final Fantasy .... Judge Gabranth
- God of War (Video Game) .... Boat Captain
- Final Fantasy XII .... Basch fon Ronsenburg[2]
- Kingdom Hearts 358/2 Days .... Marluxia
- Kingdom Hearts Re: Chain of Memories .... Marluxia
- Lost Odyssey .... Kaim Argonar
- Lost Planet 2 .... Various
- Madagascar - The Video Game .... King Julien XIII
- Marvel: Ultimate Alliance 2 .... Steven Hudak/Scorcher
- Mass Effect 2 .... Additional Voices
- Mercenaries 2: World in Flames .... Universal Petroleum
- Monster House .... Reginald "Skull" Sjulinskii
- Nicktoons MLB .... Danny Phantom
- Overwatch .... Gabriel Reyes (Reaper)
- Prototype .... Additional Voices
- Tony Hawk's Downhill Jam .... Budd
- Undead Knights .... Romulus Blood
- X-Men: Destiny .... Cameron Hodge
- X-Men Legends II: Rise of Apocalypse .... Grizzly
- Terminator 3: The Redemption .... John Connor